# Curimatidae
A Curimatidae a csontos halak (Osteichthyes) főosztályának sugarasúszójú halak (Actinopterygii) osztályába, a pontylazacalakúak (Characiformes) rendjébe tartozó család.  

2 alcsalád, 9 nem és 98 faj tartozik a családhoz.
Egyes rendszerek a Prochilodontidae családot ide sorolják Prochilodontinae alcsaládként
Az ide tartozó fajok Costa Rica déli és Argentína északi részének édesvízeiben élnek.

## Rendszerezés
Az alábbi nemek és fajok tartoznak a családhoz.
- Curimata (Bosc, 1817) – 13 faj
  - Curimata acutirostris
  - Curimata aspera
  - Curimata cerasina
  - Curimata cisandina
  - Curimata cyprinoides
  - Curimata incompta
  - Curimata inornata
  - Curimata knerii
  - Curimata macrops
  - Curimata mivartii
  - Curimata ocellata
  - Curimata roseni
  - Curimata vittata

- Curimatella (Eigenmann & Eigenmann, 1889) – 5 faj
  - Curimatella alburna
  - Curimatella dorsalis
  - Curimatella immaculata
  - Curimatella lepidura
  - Curimatella meyeri

- Curimatopsis (Steindachner, 1876) – 5 faj
  - Curimatopsis crypticus
  - Curimatopsis evelynae
  - Curimatopsis macrolepis
  - Curimatopsis microlepis
  - Curimatopsis

- Cyphocharax (Fowler, 1906) – 33 faj
  - Cyphocharax abramoides
  - Cyphocharax festivus
  - Cyphocharax gangamon
  - Cyphocharax gilbert
  - Cyphocharax gillii
  - Cyphocharax gouldingi
  - Cyphocharax helleri
  - Cyphocharax laticlavius
  - Cyphocharax leucostictus
  - Cyphocharax magdalenae
  - Cyphocharax meniscaprorus
  - Cyphocharax mestomyllon
  - Cyphocharax microcephalus
  - Cyphocharax modestus
  - Cyphocharax multilineatus
  - Cyphocharax nagelii
  - Cyphocharax nigripinnis
  - Cyphocharax notatus
  - Cyphocharax oenas
  - Cyphocharax pantostictos
  - Cyphocharax platanus
  - Cyphocharax plumbeus
  - Cyphocharax punctatus
  - Cyphocharax saladensis
  - Cyphocharax santacatarinae
  - Cyphocharax signatus
  - Cyphocharax spilotus
  - Cyphocharax spiluropsis
  - Cyphocharax spilurus
  - Cyphocharax stilbolepis
  - Cyphocharax vanderi
  - Cyphocharax vexillapinnus
  - Cyphocharax voga

- Potamorhina (Cope, 1878) – 5 faj
  - Potamorhina altamazonica
  - Potamorhina laticeps
  - Potamorhina latior
  - Potamorhina pristigaster
  - Potamorhina squamoralevis

- Psectrogaster (Eigenmann & Eigenmann, 1889) – 8 faj
  - Psectrogaster amazonica
  - Psectrogaster ciliata
  - Psectrogaster curviventris
  - Psectrogaster essequibensis
  - Psectrogaster falcata
  - Psectrogaster rhomboides
  - Psectrogaster rutiloides
  - Psectrogaster saguiru

- Pseudocurimata (Fernández-Yépez, 1948) – 6 faj
  - Pseudocurimata boehlkei
  - Pseudocurimata boulengeri
  - Pseudocurimata lineopunctata
  - Pseudocurimata patiae
  - Pseudocurimata peruana
  - Pseudocurimata troschelii

- Steindachnerina (Fowler, 1906) – 23 faj
  - Steindachnerina amazonica
  - Steindachnerina argentea
  - Steindachnerina atratoensis
  - Steindachnerina bimaculata
  - Steindachnerina binotata
  - Steindachnerina biornata
  - Steindachnerina brevipinna
  - Steindachnerina conspersa
  - Steindachnerina corumbae
  - Steindachnerina dobula
  - Steindachnerina elegans
  - Steindachnerina fasciata
  - Steindachnerina gracilis
  - Steindachnerina guentheri
  - Steindachnerina hypostoma
  - Steindachnerina insculpta
  - Steindachnerina leucisca
  - Steindachnerina notonota
  - Steindachnerina planiventris
  - Steindachnerina pupula
  - Steindachnerina quasimodoi
  - Steindachnerina steindachneri
  - Steindachnerina varii